# Дамјан Попов
Дамјан Попов (Добрич, 21. децембар 1986) бугарски је поп певач. Завршио је музичку школу у родном граду уз певање и клавир. Након тога наставио је образовање на Државној музичкој академији „Панчо Владигеров” у Софији, у класи поп и џез певања. Дамјан је освојио на десетине награда са фестивала и такмичења, учествовао на концертима у Бугарској и Италији, Француској, Румунији, Чешкој, Аустрији и другим државама. Учествовао је у ТВ формату „Музички идол 2” у Бугарској, а елиминисан је у финалу.

## Дискографија
- Вярвал ли съм (2012)
- Твоето момче (2021)

### Спотови
| Спот | Година | Албум         | Режисер               |
| ---- | ------ | ------------- | --------------------- |
|      | 2009   | Вярвал ли съм | Николај Скерлев       |
|      | 2010   | Вярвал ли съм | Николај Скерлев       |
|      | 2011   | Вярвал ли съм | Добромир Николов      |
|      | 2011   | Вярвал ли съм | Добромир Николов      |
|      | 2012   | Вярвал ли съм | Добромир Николов      |
|      | 2012   | –             | Добромир Николов      |
|      | 2013   | Твоето момче  | Васил Стефанов        |
|      | 2013   | Твоето момче  | Тодор Велев           |
|      | 2014   | Твоето момче  | Николај Скерлев       |
|      | 2014   | Твоето момче  | Николај Скерлев       |
|      | 2015   | –             | Радина Миленчева      |
|      | 2016   | Твоето момче  | Bashmotion            |
|      | 2017   | Твоето момче  | Николај Нанков        |
|      | 2017   | Твоето момче  | Радина Миленчева      |
|      | 2018   | Твоето момче  | Стефан Маринов        |
|      | 2019   | Твоето момче  | Људмил Иларионов-Љуси |
|      | 2021   | Твоето момче  | Николај Скерлев       |
|      | 2021   | Твоето момче  | Николај Скерлев       |

### Тв верзије
| Спот | Година | Албум |
| ---- | ------ | ----- |
| Утре | 2013   | –     |